# أبو عشر (محافظة الجموم)
أبو عشر  قرية سعودية، تتبع مركز القفيف في محافظة الجموم بمنطقة مكة المكرمة. تقع في شمال مكة المكرمة بمسافة تقارب (140) كم.